# Sérgio Britto
Sérgio Britto (Río de Janeiro, 29 de junio de 1923 - Río de Janeiro, 17 de diciembre de 2011) fue un actor, guionista y director de cine brasileño. Apareció en más de cuarenta películas desde 1951 hasta 2008. Es también considerado como presentador de TV.

## Biografía
Hijo de Lauro y Alzira, su padre era funcionario y su madre, ama de casa. Sérgio vivía con ellos y su hermano, Hélio. Una familia típica de la Vila Isabel de aquella época: toda religiosa, tradicional y conservadora.
La idea de ser actor no pasó por su mente, tanto que incluso cursó el sexto año de medicina en la Facultad de Praia Vermelha. Pero fue en el teatro universitario aficionado, interpretando el papel de Benvoglio en Romeo y Julieta, que Sérgio descubrió que el teatro sería su vida. En 1945 abandonó la medicina para dedicarse a su pasión.
Sérgio fue el creador, director y actor de Grande Teatro Tupi, que se emitió durante más de diez años. Con un elenco en el que se destacan Fernanda Montenegro, Ítalo Rossi, Natália Thimberg, Manoel Carlos, Fernando Torres, Zilka Salaberry, Aldo de Maio y Cláudio Cavalcanti, el teleteatro presentó bajo su mando un repertorio de más de 450 piezas de los más grandes artistas nacionales e internacionales. autores extranjeros. Después de seis años en la extinta TV Tupi, Grande Teatro pasa a TV Rio y luego, durante seis meses, a TV Globo, un programa de formación de audiencias, referencia en la historia de la televisión y del teatro brasileño. En la carrera teatral, más de 90 espectáculos representados.

### Años 50
En 1953 participó del primer elenco profesional del Teatro de Arena actuando en Esta Noite é Nossa, de Stafford Dickens, dirigida por José Renato; y dirigiendo Judas en Sábado de Aleluia, de Martins Pena. Todavía en la década de 1950, formó parte de la Companhia Maria Della Costa y del Teatro Brasileiro de Comédia (TBC), donde actuó en A Casa de Chá do Luar de Agosto, Rua São Luís, 27 - 8º Andar y Um Panorama visto desde El Puente, su última incursión en el grupo.
En 1959 formó su propia compañía de teatro, Teatro dos Sete, con Fernanda Montenegro, Ítalo Rossi, Gianni Ratto, Luciana Petruccelli, Alfredo Souto de Almeida y Fernando Torres, y presentó en el Teatro Municipal de Río de Janeiro la histórica producción de O Mambembé, de Artur Azevedo.

### Años 60
En 1960, especialmente para el Teatro dos Sete, Nelson Rodrigues escribió O Beijo no asfalto.
En 1963, dirigió la telenovela A Morta Sem Espelho de Nelson Rodrigues en TV Rio. En la misma emisora también produjo el programa Grande Teatro.
En 1964, dirigió dos telenovelas más: Vitória y Sonho de amor, esta última adaptación hecha por Nélson Rodrigues de la novela O Tronco do Ipê, de José de Alencar, producida por TV Rio y también exhibida en São Paulo por TV Record.
En 1965, junto con Líbero Miguel, dirigió la primera telenovela de la Rede Globo, Ilusões Perdidas, y el elenco incluía a Emiliano Queiroz, Leila Diniz, Miriam Pires, Norma Blum, Osmar Prado, Reginaldo Faria, entre otros.
En 1969, en TV Excelsior, Sérgio dirigió A Parede, de Ivani Ribeiro, basada en la novela de Dinah Silveira de Queiroz. La telenovela contó con Fernanda Montenegro, Mauro Mendonça, Rosamaria Murtinho, Stênio Garcia y Nathalia Timberg en el elenco.

### Años 70
En 1971, junto a Fernanda Montenegro, actuó en la obra O Marido Vai à Caça de Georges Feydeau. Dirigida por Amir Haddad.
En 1974 se destacó como uno de los intérpretes de A Gaivota, de Anton Chekhov, dirigida por Jorge Lavelli.
En 1975, interpreta al Dr. Facchini, gran éxito de la telenovela Escalada de Cassiano Gabus Mendes. La telenovela contó con Tarcísio Meira, Renée de Vielmond, Susana Vieira, Ney Latorraca y Nathália Timberg en el elenco.
En 1976 actuó en la telenovela Anjo Mau, junto a Susana Vieira, José Wilker, Renée de Vielmond, Pepita Rodrigues, Osmar Prado, entre otros. La telenovela de Cassiano Gabus Mendes fue exhibida a las 7 p.m. y contó con 175 capítulos. Dirigida por Régis Cardoso y Fábio Sabag, Anjo Mau fue la penúltima telenovela en blanco y negro de la Rede Globo.
En 1977, dirige a Renata Sorrah, en sociedad con Walter Scholiers, en After all... a Business Woman, de Rainer Werner Fassbinder.
En 1978 funda Teatro dos 4 en Gávea, como siempre con su manía por los números. Y los cuatro, en realidad eran tres: Sergio Britto, Paulo Mamede y Mimina Roved. Durante quince años produjeron diecisiete espectáculos teatrales de la mayor importancia, entre ellos: Os adictos; Assim é se lhe parece; Tio Vânia; O jardim das cerejeiras, y muchos otros.

### Años 80
En 1982 actuó en la telenovela Paraíso, de Benedito Ruy Barbosa. Junto a Tereza Rachel y Ary Fontoura. Todavía en 1982, junto con la fonoaudióloga Glorinha Beutenmuller, ayudó a fundar la CAL (Casa de Arte das Laranjeiras), que hoy es considerada una de las más prestigiosas escuelas de preparación de actores de Brasil.
En 1985 protagonizó Assim É...(Se Lé Escolha), de Luigi Pirandello, dirigida por Paulo Betti.
En 1985, actúa junto a Rubens Corrêa e Ítalo Rossi en Quatro Vezes Beckett, que marca el inicio de la carrera del director Gerald Thomas en Brasil.
En 1986, actuó con Tônia Carrero, en la obra Quartett, de Heiner Müller y dirigida por Gerald Thomas.
En 1989 asumió la dirección artística del Centro Cultural Banco do Brasil (CCBB).

### Años 90
En 1990, Sérgio interpreta a Antero Novaes, en la telenovela Pantanal, de la extinta Rede Manchete. El personaje era adicto al póquer, muere en el capítulo 15 de la telenovela, cuando está jugando con su nieto y en el juego hace una escalera real y muere de la emoción.
En 1993, en TV Globo, participó en Olho no Olho, donde interpretó al Padre João.
En 1994, Sérgio Britto se unió al elenco de la miniserie Memorial de Maria Moura.
En 1996 publicó su autobiografía Fábrica de Ilusión: 50 años de Teatro; (Funarte/Salamandra). En el mismo año, interpreta a Conde Valadares, en la telenovela Xica da Silva, de Rede Manchete. La telenovela tuvo a Taís Araújo en el papel principal.
En 2000, el actor interpretó el papel de Teodoro Oliveira de Barros, en la telenovela Vidas cruzadas, de la Rede Record.

### SigloXXI
En 2003, bajo la dirección de Domingos Oliveira, estrenó Sergio 80, una muestra individual que narraba sus vivencias en sus 80 años de vida.
En 2008, interpreta a Dom Pedro II en el especial de la Rede Globo: O Natal do Menino Imperador. Escrita por Péricles de Barros, con dirección general de Denise Saraceni. En el mismo año, con la obra A última gravação de Krapp y Ato sem palavras I de Samuel Beckett, ganó el premio "Faz Diferença", del Jornal O GLOBO, como Personalidad del Teatro.
En 2009, ganó el Premio Shell al mejor actor, por A última gravação de Krapp e Ato sem palavras I.
En 2010, junto a Suely Franco, protagonizó la obra de teatro Recordar é Viver, dirigida por Eduardo Tolentino de Araújo. En el mismo año, publicó su segunda autobiografía O Teatro e Eu. Un valiente repaso a sus 86 años de edad, de los cuales 65 de carrera en televisión, cine y, principalmente, en el teatro. También en 2010, por una cláusula de exclusividad en el contrato con la Rede Globo, que Sérgio Britto no acepta, es reemplazado por Leonardo Villar, en Passione.
Presentó el programa semanal Arte com Sérgio Britto, en TV Brasil.
Murió el 17 de diciembre de 2011 a la edad de 88 años, en Río de Janeiro, a causa de problemas cardiorrespiratorios. Sergio fue enterrado en el Cementerio São Francisco Xavier, en el barrio de Caju, Río de Janeiro.

## Filmografía parcial
| Año  | Título                   | Rol     | Notas |
| ---- | ------------------------ | ------- | ----- |
| 1951 | O Comprador de Fazendas  |         |       |
| 1952 | Modelo 19                |         |       |
| 1953 | O Homem Dos Papagaios    |         |       |
| 1953 | Destino em Apuros        |         |       |
| 1953 | Uma Vida para Dois       |         |       |
| 1953 | Luz Apagada              |         |       |
| 1953 | Esquina da Ilusão        |         |       |
| 1954 | A Sogra                  |         |       |
| 1965 | Society em Baby-Doll     |         |       |
| 1966 | O Desafio                | Mário   |       |
| 1971 | A culpa                  |         |       |
| 1973 | Caingangue               |         |       |
| 1976 | Gordos e Magros          |         |       |
| 1977 | Na Ponta da Faca         |         |       |
| 1991 | A Maldição do Sanpaku    | Velho   |       |
| 2006 | The Greatest Love of All | Maestro |       |

| Año  | Título       | Rol           | Notas |
| ---- | ------------ | ------------- | ----- |
| 1985 | Olho no Olho | Padre João    |       |
| 1986 | Dona Beija   | Padre Arana   |       |
| 1990 | Pantanal     | Antero Novaes |       |